# 村上淳
村上 淳（むらかみ じゅん、1973年7月23日 - ）は、日本のモデル・俳優。大阪府出身。ディケイド所属。本名同じ。血液型O型。身長176cm。愛称は「ムラジュン」。

## 来歴
ファッション雑誌『MEN'S NON-NO』『FINEBOYS』などのモデルを経て、テレビ・映画にも進出。
1992年、フジテレビ系ドラマ『アルファベット2/3』でデビュー。
翌1993年、『ぷるぷる』で映画初出演。安藤尋監督作品のほぼすべてに出演している。
2000年、映画『ナビィの恋』でヨコハマ映画祭助演男優賞受賞。
そのほかDJとしても活動している。

## 人物
1996年、歌手のUAと結婚。1997年、のちに俳優となる長男・村上虹郎が誕生。結婚10年目の2006年8月に離婚。長男の親権はUAが持つ。なお虹郎とは、彼のデビュー作となった河瀬直美監督による映画『2つ目の窓』、武正晴監督の『銃』で共演している。
昔からスケートボードが好きで現在も続けている。
なお、ナチュラリープラスにおけるトップリーダー・村上淳は同姓同名の別人である。

## 出演

### 映画・Vシネマ
- 未来の想い出 Last Christmas（1992年） - ファッションショーの客 役
- ぷるぷる 天使的休日（1993年） - キクオ 役
- 右向け左!自衛隊へ行こう（1995年） - 坂田光男 二等陸士 役
- のぞき屋 NOZOKIYA（1995年）
- 人でなしの恋（1995年）
- ありがとう（1996年） - 角間アツシ 役
- 失楽園（1997年） - 徹 役
- バウンス ko GALS（1997年）
- 元気の神様（1998年）
- 謎のFLYING SAUCER FAKE OR LOVE?（1998年）
- 謎のFLYING SAUCER 2 FAKE OR LOVE?（1999年）
- Rainbow（1999年）
- 天使に見捨てられた夜（1999年）
- trancemission（1999年） - 主演・松戸 役
- dead BEAT（1999年） - 北川真 役
- 双生児（1999年） - 診療所患者の若者 役
- 金融腐蝕列島 呪縛（1999年） - 危険な通行人 役
- ナビィの恋（1999年） - 福之助 役
- HYSTERIC（2000年）
- ランデブー（2000年）
- 不貞の季節（2000年）
- スイート・スイート・ゴースト（2000年）
- sWinG maN スイングマン（2000年）
- 新・仁義なき戦い。（2000年） - 山下鉄雄 役
- 天国までの百マイル（2000年）
- 式日-SHIKI-JITSU-（2000年） - 自転車の男 役
- 人間の屑（2001年）
- episode 2002 Stereo Future（2001年）
- RED SHADOW 赤影（2001年） - 青影 役
- コンセント（2002年）
- 紅色の夢（2002年）
- とらばいゆ（2002年）
- フィラメント（2002年）
- 17才（2002年） - 官能的な痴漢 役
- 船を降りたら彼女の島（2003年） - 高原充生（久里子の婚約者） 役
- Pierce ピアス LOVE&HATE（2003年）
- SF Short Films（2003年）
- blue（2003年） - 年上の男 役
- 新・刑事（デカ）まつり 〜一発大逆転〜（2003年）
- ホテル・ハイビスカス（2003年） - ボクシングジムの男 役
- BORDER LINE（2003年）
- 月の砂漠（2003年）
- payday（2003年）
- ヴァイブレータ（2003年）
- アイデン&ティティ（2003年）
- この世の外へ クラブ進駐軍（2004年） - 大野明（ラッキーストライカーズ ピアノ） 役
- キューティーハニー（2003年） - 早見青児 役
- 69 sixty nine（2004年） - 極道 役
- 透光の樹（2004年）
- L'amant ラマン（2005年）
- ZOO（2005年）
- Straw Very（2005年、オリジナルビデオ）
- 夢の中へ（2005年）
- 欲望（2005年） - 秋葉正巳 役
- イヌゴエ（2006年） - 力石創 役
- colors（2006年）
- ハヴァ、ナイスデー（2006年）
- ユモレスク 逆さまの蝶（2006年）
- 病葉流れて（2008年）
- Sweet Rain 死神の精度（2008年） - 青山（死神） 役
- 幸福 Shiawase（2008年）
- 七夜待（2008年）
- 東京NEO魔悲夜（2008年） - 矢吹銀矢 役
- 東京NEO魔悲夜2（2009年）
- 東京NEO魔悲夜3（2009年）
- 禅 ZEN（2009年） - 懐奘 役
- ニセ札（2009年） - 橋本喜代多 役
- カラスコライダー（2009年）
- のんちゃんのり弁（2009年） - 川口建夫 役
- すべては海になる（2010年）
- 必死剣 鳥刺し（2010年） - 海坂藩藩主 右京太夫 役
- ヘヴンズ ストーリー（2010年） - カイジマ 役
- 雷桜（2010年） - 鹿内六郎太 役
- ゲゲゲの女房（2010年） - 金内志郎（茂の家を間借りする絵描き） 役
- 信さん・炭坑町のセレナーデ（2010年）
- 海炭市叙景（2010年）
- オボエテイル（2011年） - 倉本雄二 役
- スリー☆ポイント（2011年）
- 軽蔑（2011年） - 伊藤 役
- 極道兵器（2011年）
- 家族X（2011年）
- DOG×POLICE 純白の絆（2011年） - 竹清悟 役
- ヒミズ（2012年） - 谷村 役
- 生きてるものはいないのか（2012年） - ヤマさん 役
- レッドバカンス ケランハンパン（2012年）
- ヘルタースケルター（2012年）
- かぞくのくに（2012年） - ジュノ 役
- 莫逆家族-バクギャクファミーリア-（2012年）
- 赤い季節（2012年）- アキラ 役
- 希望の国（2012年） - 小野洋一 役
- Playback（2012年） - 主演・ハジ 役
- 戦争と一人の女（2013年） - 大平 役
- 不気味なものの肌に触れる（2013年）
- 100回泣くこと（2013年） - 南雲 役
- オー!ファーザー（2014年） - 葵 役
- 2つ目の窓（2014年） - 篤 役
- 水の声を聞く（2014年） - 赤尾 役
- シャンティ デイズ 365日、幸せな呼吸（2014年） - 梅之助 役
- チョコエリッタ（2015年） - 宮永周一 役
- さよなら歌舞伎町（2015年） - 雨宮影久 役
- さいはてにて-やさしい香りと待ちながら-（2015年） - 清水 役
- ソレダケ / that’s it（2015年） - 猪神楽彦 役[6]
- 新宿スワン（2015年） - 時政 役
- グラスホッパー（2015年） - 岩西 役
- 太陽（2016年） - 奥寺克哉 役
- PとJK（2017年） - 本谷誠一 役[7]
- blank13 - 多田マサシ 役
- 素敵なダイナマイトスキャンダル（2018年） - 重吉 役
- パンク侍、斬られて候（2018年） - 真鍋五千郎 役
- ここは退屈迎えに来て（2018年） - 須賀さん 役[8]
- 21世紀の女の子「ミューズ」（2019年）
- 盆唄（2019年）
- 母を亡くした時、僕は遺骨を食べたいと思った。（2019年） - 祐一 役
- うちの執事が言うことには（2019年） - 桐山 役
- WE ARE LITTLE ZOMBIES（2019年） - 竹村倫太郎 役[9]
- 空母いぶき（2019年） - 中根和久 役[10]
- ある船頭の話（2019年） - 商人 役
- ハルカの陶（2019年）- 若竹晋 役
- 東京アディオス（2019年）
- 静かな雨（2020年） - 酔っぱらいの親父 役
- 初恋（2020年） - 市川 役[11][12]
- みをつくし料理帖（2020年） - 卯吉 役[13]
- うみべの女の子（2021年） - 磯辺恵介の父親 役[14]
- 鳩の撃退法（2021年） - 山下 役
- 龍虎の理  2021年  神戸亮二(刑事)
- 龍虎の理2  2021年  神戸亮二(刑事)
- Pure Japanese（2022年） - 千田 役[15]
- 夕方のおともだち（2022年） - 主演・ヨシダヨシオ 役
- とんび（2022年）[16][17]
- 終わりが始まり（2022年）
- 島守の塔（2022年7月22日公開） - 主演・荒井退造 役[18]（萩原聖人とW主演）
- 沈黙のパレード（2022年9月16日公開） - 蓮沼寛一 役[19]
- ヘルドッグス（2022年9月16日公開） - 番犬 役[20]
- あちらにいる鬼（2022年11月11日公開） - 泰 役
- MY (K)NIGHT マイ・ナイト（2023年12月1日公開） - 弘毅 役[21]
- 罪と悪（2024年2月2日公開） - 清水 役[22][23]
- 海辺へ行く道（2025年晩夏公開予定）[24]
- 仏師（2026年公開予定） - 近藤和成 役[25]

### テレビドラマ
- アルファベット2/3（1992年、フジテレビ）
- アリよさらば（1994年、TBS） - 遊谷和人 役
- 毎度ゴメンなさぁい（1994年、TBS） - 里中洋輔 役
- 留萌交番日記'95春（1995年、北海道テレビ）
- 松ヶ枝町サーガ（1997年、NHK総合）
- たたかうお嫁さま（1995年、日本テレビ） - 安田邦夫 役
- 鳥帰る（1996年、NHK総合） - 中山新也 役
- 天うらら（1998年、NHK総合）
- 義男の青春 〜つげ義春ワールド〜（1998年、テレビ東京）
- TEARS 〜恋のゆくえ〜（2002年、テレビ朝日）
- しくじり鏡三郎（1999年、NHK総合） - ゲスト
- トトの世界〜最後の野生児〜（2001年、NHK BS2） - 山形暁巳 役
- 伝説のワニ ジェイク（2001年、テレビ東京）
- 私立探偵 濱マイク（2002年7月1日 - 9月16日、読売テレビ） - 丈治 役
- すいか 第8話（2003年、日本テレビ） - サラリーマン 役
- ライオン先生（2003年、読売テレビ） - ゲスト
- 恋する京都（2004年、NHK総合） - 佐竹圭吾 役
- ぶるうかなりや（2005年、WOWOW）
- セクシーボイスアンドロボ 第2話（2007年、日本テレビ） - こぼ蔵（後藤） 役
- 相棒Season6 第7話「空中の楼閣」（2007年12月5日、テレビ朝日） - 庄司タケル（人気作家） 役
- ハチミツとクローバー（2008年、フジテレビ） - 花本修司 役
- 星新一ショートショート「悪夢」（2008年7月21日、NHK総合）
- BUNGO -日本文学シネマ-「魔術」（2010年2月16日、TBS）-　マティラム・ミスラ 役
- ハガネの女 第5話（2010年、テレビ朝日） - 賀茂牧人 役
- 探偵Xからの挑戦状!スペシャル（2011年8月5日、NHK総合）
- L et M わたしがあなたを愛する理由、そのほかの物語（2012年2月1日 - 4月9日、BeeTV） - 真一 役
- 向田邦子 イノセント 最終話「愛という字」（2012年4月14日、WOWOW） - 新木 役
- 高橋留美子劇場 第1章「赤い花束」・第2章「運命の鳥」（2012年7月8日・15日、NHK BSプレミアム） - 鳥居秀司 役
- ヒトリシズカ 第1話・第5話（2012年10月21日・11月18日、WOWOW） - 大村和己 役
- 八重の桜（2013年、NHK総合） - 土方歳三 役
- ネオ・ウルトラQ 第5話「パンドラの穴」（2013年2月2日、WOWOW） - 黒木第千 役
- ソドムの林檎〜ロトを殺した娘たち（2013年3月23日 - 4月13日、WOWOW） - 佐伯慎二 役
- 拝啓 色川先生（2014年3月2日、NHK BSプレミアム プレミアムドラマ） - 伊集院静 役 [26]
- 東野圭吾「変身」（2014年7月27日 - 8月24日、WOWOW） - 倉田謙三 役
- 植物男子ベランダー 第9話（2014年8月13日、NHK BSプレミアム） - 丹下蓮次 役
  - 植物男子ベランダー 俺のウインタースペシャル 第3夜（2015年12月29日、NHK BSプレミアム） - 丹下蓮次 役
  - 植物男子ベランダー SEASON3 第9話（2016年8月4日、NHK BSプレミアム） - 丹下蓮次 役
- おそろし〜三島屋変調百物語（2014年8月30日 - 9月27日、NHK BSプレミアム） - 謎の男 役
- 昼顔〜平日午後3時の恋人たち〜 第9話（2014年9月11日、フジテレビ） - マネージャー 役
- 64（ロクヨン）（2015年4月 - 5月、NHK総合） - 望月晴一 役
- ふたがしら（2015年6月 - 7月、WOWOW） - 芳 役
- シメシ（2015年6月 - 7月、毎日放送） - 主演・寺屋敷錬一 役[27]
- 女性作家ミステリーズ 美しき三つの嘘 第1話「ムーンストーン」（2016年1月4日、フジテレビ） - 私を取り調べる刑事 役[28]
- ナイトヒーロー NAOTO 第9話 - 最終話（2016年6月18日 - 7月2日、テレビ東京） - 足利 役[29]
- 拝啓、民泊様。 第5話（2016年11月21日、毎日放送） - 池本龍成 役
- 銀と金（2017年1月 - 3月、テレビ東京） - 船田正志 役
- 山田孝之のカンヌ映画祭 第8話・第9話（2017年2月25日・3月4日、テレビ東京） - 村上淳（本人） 役
- バイプレイヤーズ 〜もしも6人の名脇役がシェアハウスで暮らしたら〜 第9話（2017年3月11日、テレビ東京） - 村上淳似の駐在 役
- スリル!赤の章〜警視庁庶務係ヒトミの事件簿 最終話（2017年3月15日、NHK総合） - 田所勇作 役
- 連続ドラマW「北斗 -ある殺人者の回心-」（2017年3月 - 4月、WOWOW）- 端爪至高 役
- バウンサー（2017年4月 - 6月、BSスカパー!） - 鰐渕剛志 役
- 居酒屋ふじ（2017年7月 - 9月、テレビ東京） ‐ 工藤俊介 役
- わにとかげぎす（2017年7月 - 9月、TBS） - 東金直弥 役
- 全力失踪 第5話（2017年10月1日、NHK BSプレミアム） - 金剛寺剛 役
- マチ工場のオンナ（2017年11月 - 12月、NHK総合） - 長谷川隆史 役
- フリンジマン〜愛人の作り方教えます〜 第11話（2017年12月17日、テレビ東京） - 森尾凱 役
- 電影少女〜VIDEO GIRL AI 2018〜（2018年1月 - 3月、テレビ東京） - 清水浩司 役
- 明日への誓い（2018年3月25日、テレビ朝日） ‐ 村田慎一 役
- 60 誤判対策室（2018年5月6日 - 6月3日、WOWOW） ‐ 西島慎太郎 役
- 悪魔が来たりて笛を吹く（2018年7月28日、NHK BSプレミアム） - 新宮利彦 役
- グッド・ドクター 第4話（2018年8月2日、フジテレビ） - 大石修治 役
- 僕とシッポと神楽坂（2018年10月 - 11月、テレビ朝日） - 田代真一 役[30]
- この恋はツミなのか!?（2018年12月3日 - 24日、毎日放送） - 結城弘人 役
- コールドケース2 〜真実の扉〜 最終話（2018年12月15日、WOWOW） - 木村莉子の父 役
- デザイナー 渋井直人の休日 第4話（2019年2月7日、テレビ東京） - ルカニ可児 役
- 日曜プライム 遺留捜査スペシャル（2019年2月24日、テレビ朝日） - 姫野剛志 役
- 平成物語 SEASON2〜なんでもないけれど、かけがえのない瞬間〜 第1話・第3話（2019年3月19日・21日、フジテレビ） - ペットショップ店長 役
- TWO WEEKS 第5話（2019年8月13日、カンテレ・フジテレビ） - 室岡峻治 役
- 忘却のサチコ 新春スペシャル（2020年1月2日、テレビ東京） - 美酒乱香 役
- ハムラアキラ〜世界で最も不運な探偵〜 第1話（2020年1月24日、NHK総合） - 生沢努 役
- 24 JAPAN（2020年12月11日 - 、テレビ朝日） - アンドレ林 役
- 閻魔堂沙羅の推理奇譚 第6回（2020年12月5日、NHK総合） - 武部健二 役[31]
- DIVE!!（2021年4月15日 - 7月1日、テレビ東京） -  富士谷敬介 役[32]
- 龍虎の理（2021年5月28日、日本映画専門チャンネル）
- オリバーな犬、 (Gosh!!) このヤロウ（NHK総合） - 鮫島 役
  - シーズン1（2021年9月17日 - 10月1日）[33]
  - シーズン2（2022年9月20日 - 10月4日） [34]
- 星新一の不思議な不思議な短編ドラマ「凍った時間」（2022年6月28日、NHK BS4K・BSプレミアム） - 主演[35]
- 大病院占拠（2023年1月14日 - 3月18日、日本テレビ） - 緑鬼 / 周防誠 役[36]
- にんげんこわい2 第1話「紙入れ」（2023年8月11日、WOWOW） - 旦那 役[37]
- 時をかけるな、恋人たち 第6話・第7話（2023年11月14日・21日、関西テレビ・フジテレビ） - 常盤卓 役

### インターネット配信ドラマ
- Zアイランド〜関東極道炎上篇〜（2015年、dTV） - 関東狂走会リーダー 池谷（宗形組長の弟分）
- 湯あがりスケッチ（2022年2月3日 - 、ひかりTV） - フジコ愛之助 役[38]
- 極悪女王（2024年9月19日 - 、Netflix） - 松永高司 役[39]
- わかっていても the shapes of love（2024年12月9日 - 30日、ABEMA・Netflix） - 我妻善一 役[40]
- HEART ATTACK（2025年3月20日、FOD） - 赤富士 役[41]

### テレビアニメ
- ミチコとハッチン（2008年、フジテレビ） - シンスケ 役

### バラエティ番組
- TV's HIGH（2000年10月 - 2001年3月、フジテレビ）
- ブログタイプ（2005年4月 - 9月、フジテレビ）
- ゆるナビ（2005年12月27日・2006年4月 - 、NHK総合） - ナレーション
- 突然ですが占ってもいいですか？（2022年7月18日、フジテレビ）[42]

### 舞台
- 四谷怪談（2001年）
- おーい、救けてくれ（2002年）
- ダム・ウェイター（2004年）
- スペインの芝居（2007年）
- この雨 ふりやむとき（2010年）
- 引き際（2011年）

### CM
- アルペン
- サントリー 『C.C.レモン』
- ジャックスカード （2001年 - 2003年）
- マイクロソフト 『Xbox』 （2002年 - 2003年）
- 資生堂 『ジェレイド』
- トヨタ自動車 『ist』 （2003年 - 2004年）
- エース株式会社 『プロテカ protecA』「NEW TRAVEL」篇（2007年）
- 大和ハウス工業株式会社 「かぞくの群像」編（2021年 - ） - 父親（大学教授）役

### MV
- UA
  - 「ミルクティー」（1998年）
- GRAPEVINE
  - 「会いにいく」（2003年）
- Metis
  - 「花鳥風月」（2007年）
- 大橋トリオ
  - 「DEAREST MAN」（2007年）
  - 「Happy Trail」（2008年）
  - 「贈る言葉」 （2010年）
- Mr.Children
  - 「足音 〜Be Strong」（2014年）